# Leptophoxoides marina
Leptophoxoides marina is een vlokreeftensoort uit de familie van de Phoxocephalidae. De wetenschappelijke naam van de soort is voor het eerst geldig gepubliceerd in 2010 door Senna.